# Lago di Pietrafitta
Il lago di Pietrafitta si trova nell'Italia centrale, nei pressi dell'abitato di Pietrafitta, frazione di Piegaro, in provincia di Perugia. Collocato nell'Umbria centro-occidentale, con un'ampiezza di 1,512 km². Di forma ovale con un perimetro di 5,3 chilometri, il lago si trova ad un'altitudine di 241 metri, con una profondità massima attestata sui 16 metri. Non presenta immissari rilevanti, e l'unico emissario è artificiale e si collega al fiume Nestore, che scorre poco distante dallo specchio lacustre.

## Descrizione
Appartiene al bacino idrografico del fiume Nestore, e, quindi alla Valnestore. Con una superficie di circa 150 ettari, una lunghezza di oltre 2 km e una larghezza di 900 metri circa, risulta dopo il Trasimeno, il maggior invaso di acqua dell'Umbria centro-occidentale.

## Storia
L'origine del lago è artificiale, infatti si forma spontaneamente su una miniera di lignite dismessa. Il deflusso delle acque è artificiale, per scongiurare il rischio di impaludamento. 

## Fauna ittica
Le specie ittiche che popolano il lago di Pietrafitta sono:
- anguilla
- carassio
- carpa
- cavedano
- persico reale
- persico sole
- pesce gatto
- persico trota

## Carp-fishing
Dal 2015 il lago di Pietrafitta ospita i Campionati Mondiali di Carp-Fishing.